# Львівська дитяча художня школа імені Олекси Новаківського
Львівська дитяча художня школа ім. Олекси Новаківського — бюджетний навчальний заклад мистецького спрямування у Львові для дітей шкільного віку.
Школа була заснована у 1946 році, як мистецька студія для дітей. Довгий час приміщення закладу розташовувалося за адресою вул. Снопківська, 47. Зараз школа розташована по вул. Глінки, 1а. З 1989 року навчальний заклад носить ім'я українського художника Олекси Новаківського.
За час її існування і до сьогодні зі школи вийшло близько двох тисяч випускників, багато з яких продовжили навчання у середніх спеціальних та вищих мистецьких навчальних закладах.
У школі свого часу працювали:
- Роман Турин
- Карло Звіринський
- Омелян Ліщинський
- Дмитро Крвавич
- Ярослав Захарчишин
- Григорій Островський
- Наталія Петрук
- Роман Петрук
- Олександра Крип'якевич
- Володимир Риботицький та ін.

Учні школи постійно представляють свою творчість на українських та міжнародних виставках дитячого малюнка в Польщі, Німеччині, Норвегії, Болгарії, Македонії, Чехії, а також в США, Індії, Японії, Ірані, та займають призові місця.
З 1995 р. школа перейшла на 8-річний курс мистецької підготовки дітей від 7 до 15 років. Навчання відбувається за напрямками: малярство, графіка, скульптура, окрім цього діти вивчають історію мистецтва, композицію, рисунок.
Адміністрація школи активно бере участь в організації та проведенні міжнародних виставок дитячого малюнку, остання з яких, десята, відбулася з 14 по 27 квітня 2009 року у Палаці мистецтв м. Львова. Попереднього року, 2008-го роботи учнів школи, присвячені темі Голодомору експонувались у квітні в приміщенні школи, а у травні — у галереї інституту модерного мистецтва м. Чикаго (США)
Станом на 15 серпня 2009 року директором школи є Зьомко Роман Петрович.